# Woippy
Woippy és un municipi francès situat al departament del Mosel·la i a la regió del Gran Est. L'any 2007 tenia 13.150 habitants.

## Demografia

### Població
El 2007 la població de fet de Woippy era de 13.150 persones. Hi havia 4.760 famílies, de les quals 1.327 eren unipersonals (564 homes vivint sols i 763 dones vivint soles), 1.052 parelles sense fills, 1.627 parelles amb fills i 754 famílies monoparentals amb fills.
La població ha evolucionat segons el següent gràfic:
Habitants censats

### Habitatges
El 2007 hi havia 5.040 habitatges, 4.859 eren l'habitatge principal de la família, 12 eren segones residències i 169 estaven desocupats. 1.611 eren cases i 3.389 eren apartaments. Dels 4.859 habitatges principals, 1.406 estaven ocupats pels seus propietaris, 3.401 estaven llogats i ocupats pels llogaters i 52 estaven cedits a títol gratuït; 89 tenien una cambra, 522 en tenien dues, 1.175 en tenien tres, 1.450 en tenien quatre i 1.623 en tenien cinc o més. 2.600 habitatges disposaven pel capbaix d'una plaça de pàrquing. A 2.453 habitatges hi havia un automòbil i a 1.279 n'hi havia dos o més.

### Piràmide de població
La piràmide de població per edats i sexe el 2009 era:
| Homes | Edats   | Dones |
| ----- | ------- | ----- |
| 4     | 95 o +  | 0     |
| 4     | 90 a 94 | 16    |
| 8     | 85 a 89 | 36    |
| 40    | 80 a 84 | 44    |
| 92    | 75 a 79 | 108   |
| 160   | 70 a 74 | 172   |
| 284   | 65 a 69 | 256   |
| 340   | 60 a 64 | 340   |
| 316   | 55 a 59 | 292   |
| 492   | 50 a 54 | 368   |
| 432   | 45 a 49 | 500   |
| 536   | 40 a 44 | 484   |
| 492   | 35 a 39 | 492   |
| 620   | 30 a 34 | 616   |
| 524   | 25 a 29 | 504   |
| 461   | 20 a 24 | 504   |
| 668   | 15 a 19 | 589   |
| 589   | 10 a 14 | 544   |
| 452   | 5 a 9   | 524   |
| 484   | 0 a 4   | 404   |

## Economia
El 2007 la població en edat de treballar era de 8.944 persones, 6.015 eren actives i 2.929 eren inactives. De les 6.015 persones actives 4.715 estaven ocupades (2.698 homes i 2.017 dones) i 1.300 estaven aturades (707 homes i 593 dones). De les 2.929 persones inactives 629 estaven jubilades, 928 estaven estudiant i 1.372 estaven classificades com a «altres inactius».

### Ingressos
El 2009 a Woippy hi havia 4.688 unitats fiscals que integraven 12.368 persones, la mediana anual d'ingressos fiscals per persona era de 12.813 €.

### Activitats econòmiques
Dels 623 establiments que hi havia el 2007, 7 eren d'empreses extractives, 9 d'empreses alimentàries, 5 d'empreses de fabricació de material elèctric, 35 d'empreses de fabricació d'altres productes industrials, 96 d'empreses de construcció, 177 d'empreses de comerç i reparació d'automòbils, 28 d'empreses de transport, 28 d'empreses d'hostatgeria i restauració, 12 d'empreses d'informació i comunicació, 20 d'empreses financeres, 33 d'empreses immobiliàries, 87 d'empreses de serveis, 59 d'entitats de l'administració pública i 27 d'empreses classificades com a «altres activitats de serveis».
Dels 162 establiments de servei als particulars que hi havia el 2009, 1 era una comissaria de policia, 2 oficines de correu, 5 oficines bancàries, 1 funerària, 22 tallers de reparació d'automòbils i de material agrícola, 4 tallers d'inspecció tècnica de vehicles, 12 establiments de lloguer de cotxes, 3 autoescoles, 19 paletes, 16 guixaires pintors, 10 fusteries, 15 lampisteries, 11 electricistes, 2 empreses de construcció, 6 perruqueries, 1 veterinari, 21 restaurants, 5 agències immobiliàries, 2 tintoreries i 4 salons de bellesa.
Dels 41 establiments comercials que hi havia el 2009, 1 era, 2 supermercats, 2 grans superfícies de material de bricolatge, 2 botigues de més de 120 m², 4 botiges de menys de 120 m², 5 fleques, 7 carnisseries, 1 una carnisseria, 1 una botiga de congelats, 1 una peixateria, 1 una llibreria, 1 una botiga de roba, 1 una botiga d'equipament de la llar, 2 botigues d'electrodomèstics, 1 una botiga d'electrodomèstics, 1 una botiga de mobles, 1 una botiga de material esportiu, 1 una botiga de material de revestiment de parets i terra, 1 un drogueria, 1 una perfumeria i 4 floristeries.
L'any 2000 a Woippy hi havia 4 explotacions agrícoles.

## Equipaments sanitaris i escolars
El 2009 hi havia 4 farmàcies i 1 ambulància.
El 2009 hi havia 6 escoles maternals i 5 escoles elementals. Woippy disposava de 2 col·legis d'educació secundària amb 783 alumnes.

## Poblacions més properes
El següent diagrama mostra les poblacions més properes.